# Lutúgine
Lutúgine (en ucraniano: Лутугине; en ruso: Лутугино, romanizado: Lutúgino) es una ciudad ucraniana perteneciente al óblast de Lugansk. Situado en el este del país, hasta 2020 era centro del raión de Lutúgine, pero hoy es parte del raión de Lugansk y del municipio (hromada) de Lutúgine.
La ciudad se encuentra ocupada por Rusia desde la guerra del Dombás, siendo administrada como parte de la de facto República Popular de Lugansk.

## Geografía
Lutúgine se encuentra en la margen derecha del río Viljivka, 21 km al suroeste de Lugansk.

## Historia
Debido a los depósitos de carbón, cal y arena, en 1897 se construyó una fábrica y una estación de ferrocarril en la actual Lutúgine, a partir de la cual se desarrolló un asentamiento llamado Schmidtovka (en ucraniano: Шмідтовка), en honor a un empresario alemán llamado Schmidt.
A partir de 1925 el poblado recibió el nombre de Lutúgino, en honor del geólogo ruso Leonid Ivánovich Lutúgini (1864-1915), quien había trabajado en la región. Lutúgine recibió el estatus de asentamiento de tipo urbano el 28 de octubre de 1938 .
Durante la Segunda Guerra Mundial, 1.217 habitantes de Lutúgine lucharon en el frente.
La posguerra se caracteriza por el desarrollo de la industria, la construcción de viviendas y establecimientos culturales. En 1965 Lutúgine recibió el estatus de ciudad y se creó el raión de Lutúgine, del que era centro. En enero de 1989, la base de la economía era la minería del carbón.
A partir de mediados de abril de 2014, los separatistas prorrusos capturaron varias ciudades en el óblast de Lugansk, incluida Lutúgine, en la guerra del Dombás. El 27 de julio de 2014, las fuerzas ucranianas afirmaron que las tropas ucranianas habían entrado en la ciudad. El 1 de septiembre, después de otro bombardeo de artillería contra las posiciones de las fuerzas armadas de Ucrania, los militares se retiraron de Lutúgine y la ciudad fue ocupada por las formaciones armadas de la autoproclamada República Popular de Lugansk. El 25 de septiembre, apareció información de que los militantes rusos y la "milicia" local dispararon contra 40 residentes por ayudar al ejército ucraniano.

## Demografía
La evolución de la población entre 1939 y 2022 fue la siguiente:
| 4168                                                          | 11 375 | 13 878 | 15 572 | 18 973 | 18 833 | 17 989 | 17 762 | 7289 |
| (Fuente: Cities & Towns of Ukraine y UKRAINE: Größere Städte) |        |        |        |        |        |        |        |      |

Según el censo de 2001, el 58% de la población son ucranianos, el 38% son rusos y el resto de minorías son principalmente armenios (2%) y bielorrusos (1%). En cuanto al idioma, la lengua materna de la mayoría de los habitantes, el 68,84%, es el ruso; del 30,01% es el ucraniano.

## Economía
El 46,3% de la producción industrial corresponde a productos de hierro y acero. La mayor empresa produce rodillos de diferentes tipos y tamaños para molinos, de calidad de exportación. Hay más de 40 empresas industriales, de transporte, comunicaciones, construcción y agroindustrias.

## Infraestructura

### Transporte
La ciudad tiene una estación de ferrocarril y por ella pasa la carretera nacional N 21 hacia Lugansk.

## Galería

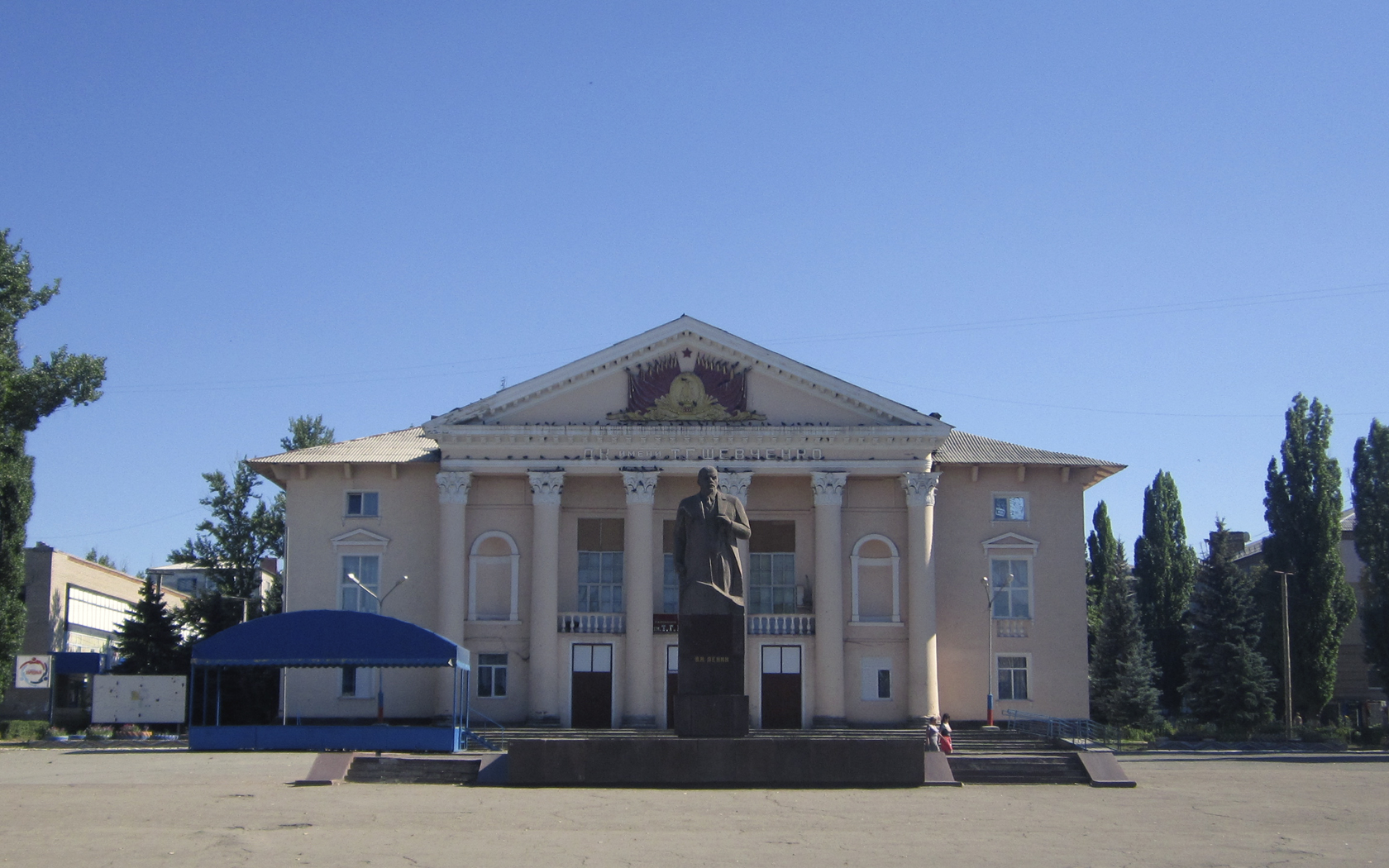
Palacio de la culture
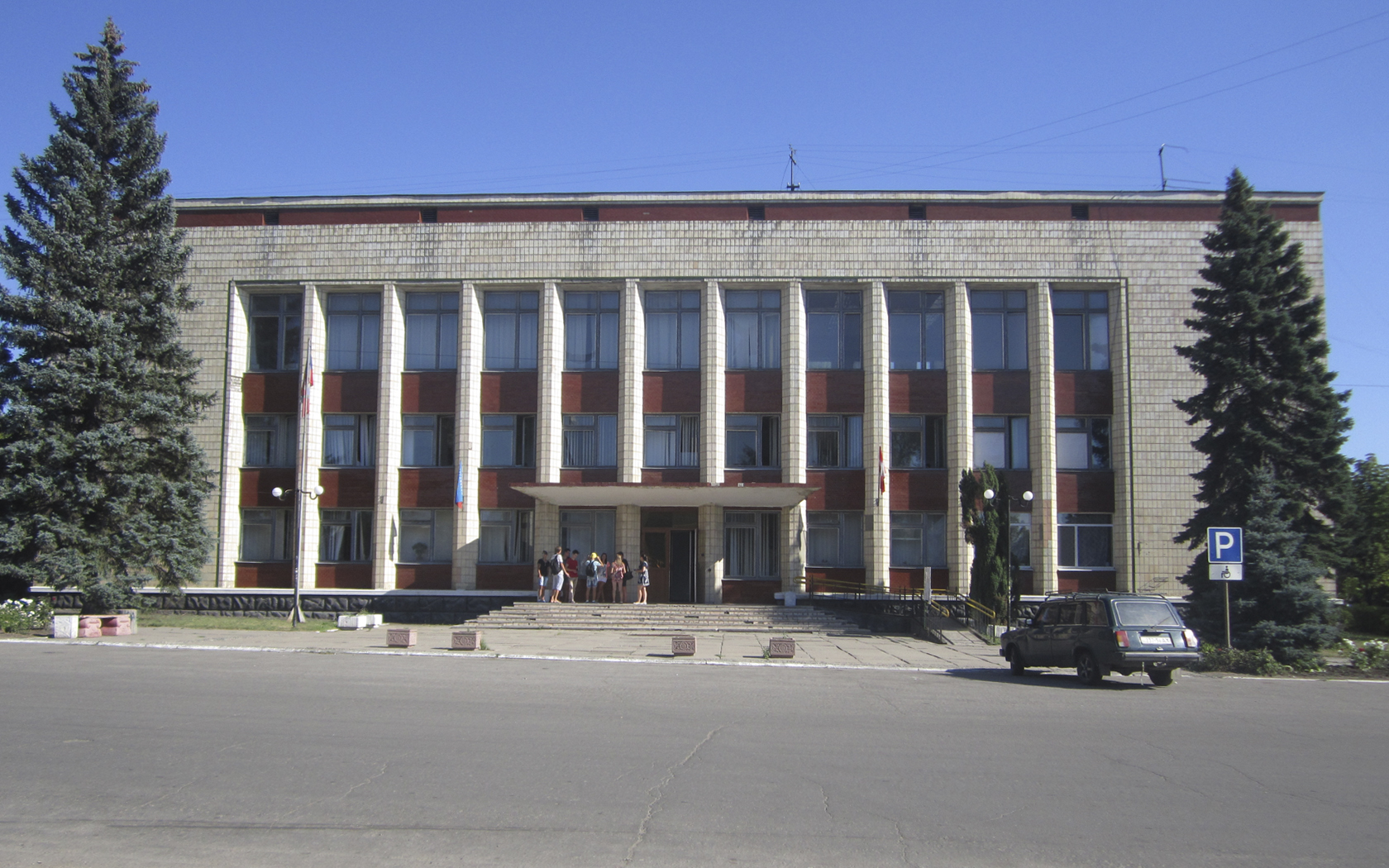
Ayuntamiento de Lutúgine
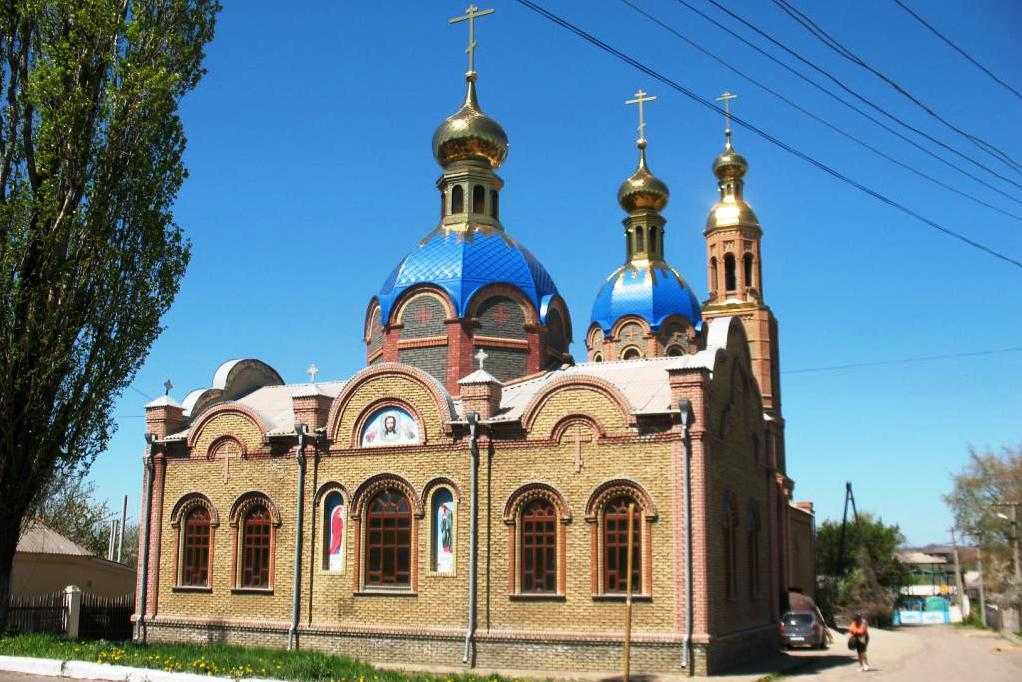
Iglesia de Lutúgine
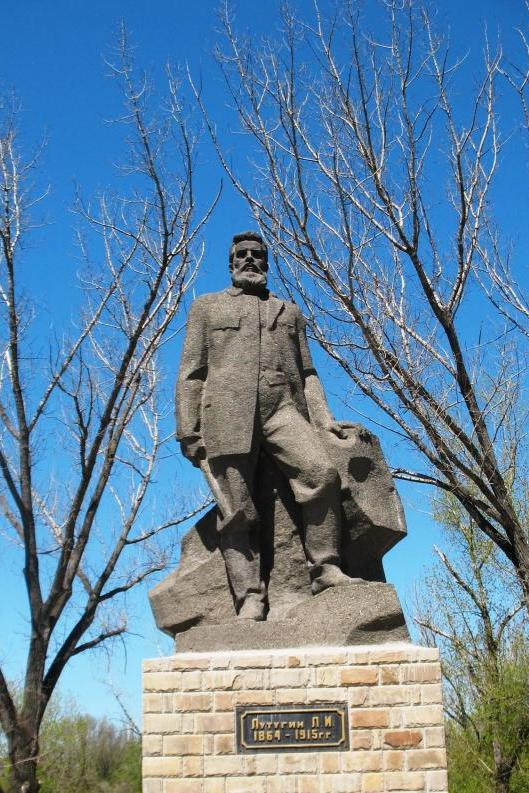
Monumento al fundador de la ciudad, Leonid Lutúgini